# Andoni Iraola
Andoni Iraola Sagarna (født 22. juni 1982) er en spansk fodboldtræner, og tidligere fodboldspiller, som er træner for Premier League-klubben AFC Bournemouth. Han spillede i sin karriere som højre-back, og spillede mere end 500 kampe for Athletic Bilbao.

## Klubkarriere

### Athletic Bilbao
Iraola kom igennem ungdomsakademiet hos Athletic Bilbao, og fik sin førsteholdsdebut i 2003-04 sæsonen. Han etablerede sig med det samme som en fast mand på holdet, og i spillede i sine 12 sæsoner med klubben aldrig mindre end 30 kampe i en sæson.

### New York City FC
Iraola skiftede i juni 2015 til New York City FC, og spillede for klubben frem til november 2016, hvor han valgte at stoppe spillerkarrieren.

## Landsholdskarriere
Iraola debuterede for Spaniens landshold den 20. august 2008 i en venskabskamp mod Danmark i København. Han nåede at spille syv kampe for landet.

## Trænerkarriere

### AEK Larnaca
Iraola begyndte sin trænerkarriere i juni 2018, da han blev hyret som cheftræner for den cypernske klub AEK Larnaca. Han fortsatte i rollen frem til januar 2019, hvor han blev fyret.

### Mirandés
Iraola vendte i july 2019 hjem til Spanien, da blev hyret som træner for Segunda División-klubben Mirandés. I hans ene sæson med klubben ledte han dem til Copa del Rey semifinalen for første gang i klubbens historie, som inkluderede sejrer over flere klubber fra den bedste række.

### Rayo Vallecano
Iraola blev i august 2020 hyret af Rayo Vallecano. Han ledte klubben i sin første sæson til at rykke op i La Liga, og etablerede dem som en fast klubben i rækken over de næste to sæsoner.

### Bournemouth
Iraola skiftede i juni 2023 til AFC Bournemouth efter hans kontrakt med Vallecano havde udløbet.